# 麟州故城
38°56′42″N 110°28′30″E / 38.94500°N 110.47500°E
麟州故城也称杨家城，位于中华人民共和国陕西省神木市店塔镇杨城村西北部的杨城山上，系古麟州治所，属于全国重点文物保护单位。

## 历史
麟州建制始于唐朝开元十二年（公元724年），至明朝正统八年（公元1443年）废。麟州城“西屏榆阳，东拒河朔，南卫关中，北控河套”，战略位置重要，历史上是中原王朝于北方游牧民族政权对峙的边防要塞。北宋名将杨业之父杨信就曾担任后周麟州刺史，杨家在此驻守边关，为地方世家大族。

## 现状
故城遗址占地面积约为1.12平方公里，城周长约5.4公里，由东城、瓮城、紫锦城、西关四部分组成。现残存夯筑土城墙段约2800米，残高为1～18米，低宽9～40米，墙体夯层厚8～12平方厘米，城垣轮廊清晰。故城遗址1983年公布为神木县级重点文物保护单位加，2003年9月公布为省级重点文物保护单位，2006年公布为全国重点文物保护单位。